# 모험왕
《모험왕》(Dr. Wai In The Scripture With No Word, 冒險王: King Of The Road)은 홍콩에서 제작된 정소동 감독의 1995년 범죄, 액션 영화이다. 이연걸 등이 주연으로 출연하였고 향화강 등이 제작에 참여하였다.

## 출연

### 주연
- 이연걸
- 관지림

### 조연
- 카네시로 타케시
- 양채니

## 한국어 더빙 성우진(MBC, 1997년 2월 8일)
- 안지환 - 모험왕 (이연걸)
- 기경옥 - 여풍 (관지림)
- 손원일 - 양배추 (금성무)
- 이진화 - 신신 (양채니)
- 최원형 - 나레이션
- 김용식
- 박태호
- 김명수
- 이종오
- 곽대홍
- 이윤연
- 김강산
- 김호성
- 박소라
- 엄태국
- 윤성혜
- 이철용

## 기타
- 제작지휘: 최보주
- 프로듀서: 여위림
- 제작진행: 진람
- 미술: 막소기
- 미술: 마중문
- 특수효과: 머언량
- 무술감독: 정소동
- 무술감독: 마옥성
- 의상: 막균걸
- 의상: 당군맹